# Lijst van Pruisische ministers van Buitenlandse Zaken
Dit is een lijst van ministers van Buitenlandse Zaken van Pruisen.
- 1768-1791: Ewald Friedrich von Herzberg
- 1814-1818: Karl August von Hardenberg
- 1818-1832: Christian Günther von Bernstorff
- 1832-1837: Johann Peter Friedrich Ancillon
- 1837-1841: Heinrich Wilhelm von Werther
- 1841-1842: Mortimer Maltzan
- 1842-1845: Heinrich von Bülow
- 1845-1848: Karl Ernst Wilhelm von Canitz und Dallwitz
- 1848: Adolf Heinrich von Arnim-Boitzenburg
- 1848: Heinrich Alexander von Arnim
- 1848: Alexander von Schleinitz
- 1848: Rudolf von Auerswald
- 1848: August Heinrich Hermann von Dönhoff
- 1848-1849: Friedrich Wilhelm von Brandenburg
- 1849: Heinrich Friedrich von Arnim-Heinrichsdorff-Werbelow
- 1849: Friedrich Wilhelm von Brandenburg (a.i.)
- 1849-1850: Alexander von Schleinitz
- 1850: Joseph von Radowitz
- 1850-1858: Otto Theodor von Manteuffel
- 1858-1861: Alexander von Schleinitz
- 1861-1862: Albrecht von Bernstorff
- 1862-1890: Otto von Bismarck
- 1890: Herbert von Bismarck (a.i.)
- 1890-1894: Leo von Caprivi
- 1894-1897: Adolf Hermann Marschall von Bieberstein
- 1897-1909: Bernhard von Bülow
- 1909-1917: Theobald von Bethmann Hollweg
- 1917: Georg Michaelis
- 1917-1918: Georg von Hertling
- 1918: Max van Baden

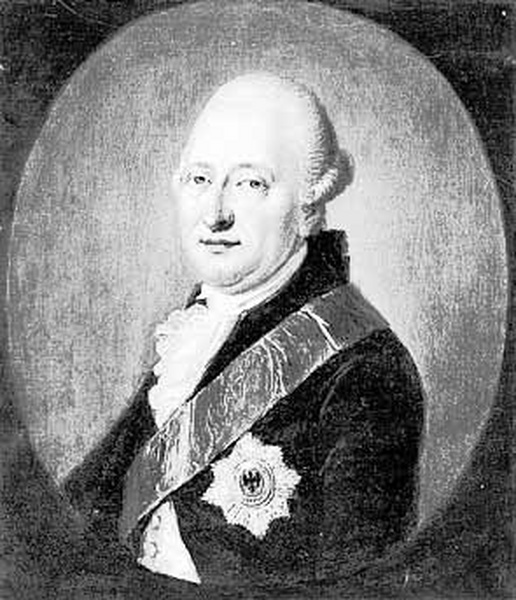
Ewald Friedrich von Hertzberg
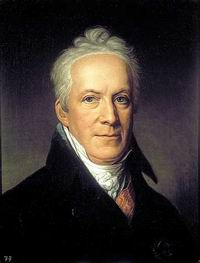
Karl August von Hardenberg
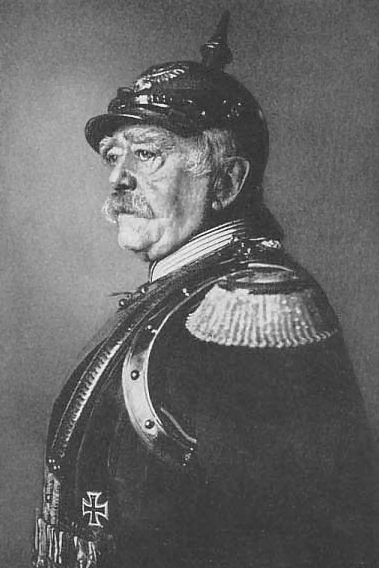
Otto von Bismarck
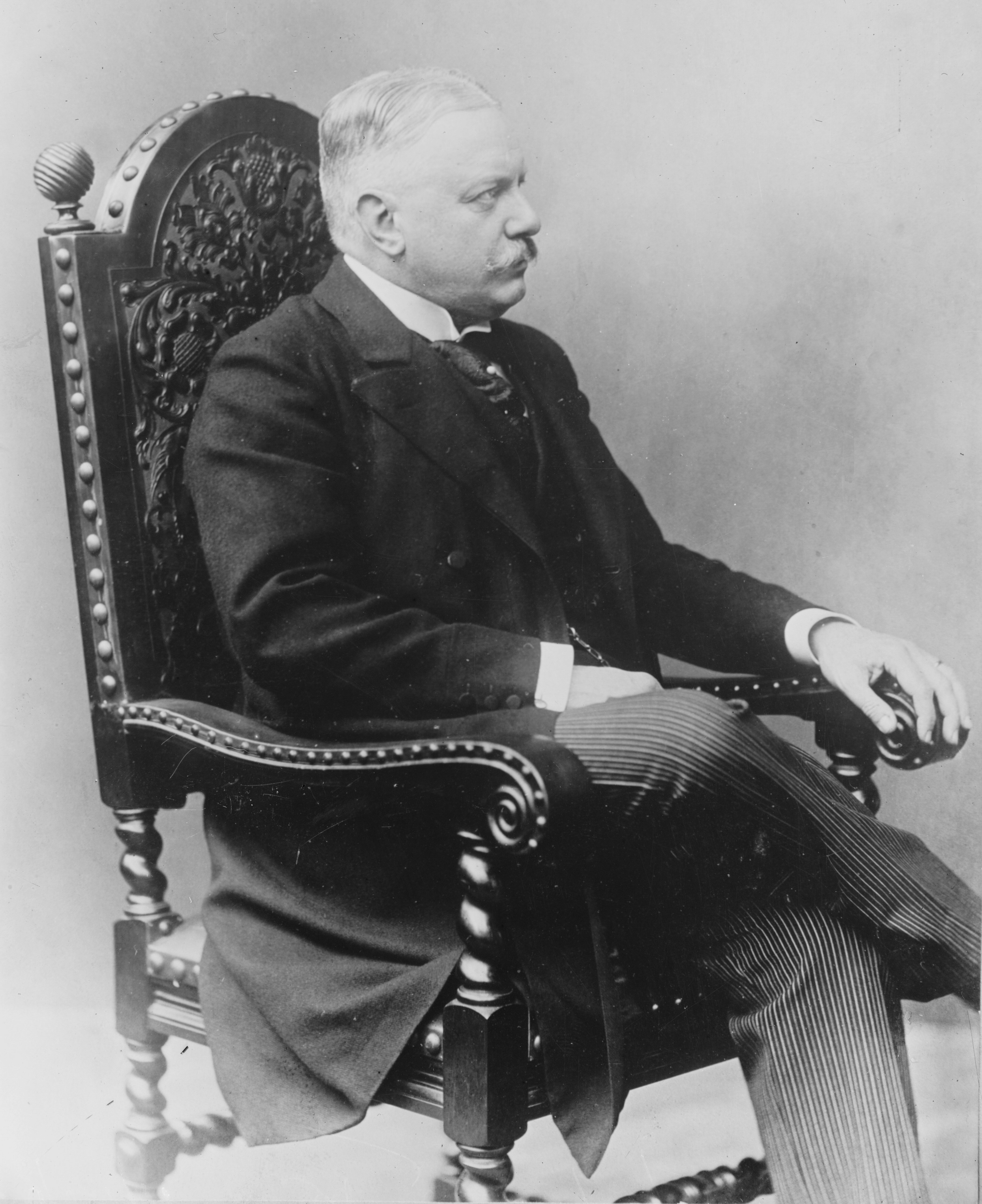
Bernhard von Bülow